# Lise-Meitner-Exzellenzprogramm
Das Lise-Meitner-Exzellenzprogramm ist ein Programm der Max-Planck-Gesellschaft zur Förderung der Chancengleichheit von Frauen in den Wissenschaften.

## Ablauf
Seit 2018 schreibt die Max-Planck-Gesellschaft jährlich bis zu zehn zusätzliche Stellen für exzellente Wissenschaftlerinnen aus, die durch einen mehrstufigen, kompetitiven Auswahlprozess in Rücksprache mit interessierten Max-Planck-Instituten besetzt werden. Diese Wissenschaftlerinnen leiten dann befristet auf fünf Jahre eine sogenannte Lise-Meitner Forschungsgruppe mit W2-Besoldung und erhalten nach Ablauf der Befristung die Möglichkeit, an einem Tenure-Track-Verfahren teilzunehmen, das zu einer dauerhaften W2-Stelle mit Gruppenausstattung beim jeweiligen Max-Planck-Institut führen kann.

## Liste der Lise-Meitner-Gruppenleiterinnen
| Jahr | Wissenschaftlerin  | Max-Planck-Institut   | Lise-Meitner-Gruppe                                                                                     |
| ---- | ------------------ | --------------------- | --- |
| 2019 | Maria Bergemann    | MPIA                  | Astrophysikalische Spektroskopie und kosmische Nukleogenese                                             |
| 2019 | Gesa Hartwigsen    | MPI CBS               | Kognition und Plastizität                                                                               |
| 2019 | Meritxell Huch     | MPI-CBG               | Prinzipien der Stammzellerhaltung und Geweberegeneration, organoide Kulturen und Krankheitsmodellierung |
| 2019 | Simone Kühn        | MPIB                  | Umweltneurowissenschaften                                                                               |
| 2019 | Mariana Rossi      | MPSD                  | Simulationen aus Ab-initio-Methoden: Struktur und Dynamik aus der Quantenmechanik                       |
| 2019 | Eleanor Scerri     | MPI-SHH               | Panafrikanische Evolution                                                                               |
| 2019 | Laura G. Spitler   | MPIfR                 | Universelle Erfassung ionisierter Materie mit schnellen Radioblitzen                                    |
| 2019 | Daniela Vallentin  | MPI-BI                | Neuronale Grundlagen vokaler Kommunikation                                                              |
| 2020 | Anna Ahlers        | MPIWG                 | China im globalen Wissenschaftssystem                                                                   |
| 2020 | Aneta Koseska      | MPINB                 | Zelluläre Informationsverarbeitung und Lernprozesse                                                     |
| 2020 | Lydia Luncz        | MPI EVA               | Technologische Primaten                                                                                 |
| 2020 | Constanze Neumann  | Kohlenforschung       | Katalyse mit metallorganischen Gerüsten und Nanopartikeln                                               |
| 2020 | Nadine Neumayer    | MPIA                  | Galaxienzentren                                                                                         |
| 2020 | Silvia Portugal    | MPIIB                 | Biologie von Malaria-Parasiten                                                                          |
| 2020 | Arunima Ray        | MPIM                  | Knotentheorie und niedrigdimensionale Topologie                                                         |
| 2020 | Edda Schulz        | MPIMG                 | Systemepigenetik                                                                                        |
| 2020 | Simona Vegetti     | MPIA                  | Der Gravitationslinseneffekt und seine astrophysikalischen Anwendungen                                  |
| 2021 | Francesca Borgo    | Bibliotheca Hertziana | Gefährdete Objekte: Zerfall, Verlust und Konservierung in der Kunstgeschichte                           |
| 2021 | Babette Döbrich    | MPP                   | Suche nach leichter neuer Physik                                                                        |
| 2021 | Claire Donnelly    | MPI CPfS              | Spin3D: Dreidimensionale magnetische Systeme                                                            |
| 2021 | Lisa Fenk          | MPI-BI                | Aktives Sehen                                                                                           |
| 2021 | Andrea Martin      | MPI-PL                | Sprache und Datenverarbeitung in neuronalen Systemen                                                    |
| 2021 | Marieke Oudelaar   | MPI-MN                | Genomorganisation und -regulation                                                                       |
| 2021 | Yuko Ulrich        | MPICE                 | Sozialverhalten                                                                                         |
| 2022 | Heidi Collaren     | MPI EVA               | BirthRites: Geburtsriten: Kulturen der Fortpflanzung                                                    |
| 2022 | Ulrike Kraft       | MPI-P                 | Organische Bioelektronik                                                                                |
| 2022 | Anna-Maria Meister | KHI                   | Coded Objects                                                                                           |
| 2023 | Nathalie Feiner    | Evolutionsbiologie    | Evolutionary Diversification and Innovation                                                             |
| 2023 | Flore Kunst        | MPL                   | Nicht-Hermitesche Topologische Phänomene                                                                |
| 2023 | Maria Sokolova     | Biochemie             | Bakteriophagen                                                                                          |
| 2023 | Sofie Louise Valk  | MPI CBS               | Kognitive Neurogenetik in einem sozialen Kontext                                                        |